# 烏克蘭希臘禮天主教巴黎聖大符拉基米爾教區
烏克蘭希臘禮天主教巴黎聖大符拉基米爾教區（烏克蘭語：Єпархія святого Володимира Великого у Парижі）是一个乌克兰希腊礼天主教会东方礼教区。
2009年，有20,000名教友，有18個堂區、20名司鐸、3名終身執事、3名修士、5名修女。
教區前身為乌克兰希臘禮天主教法国、比荷盧和瑞士宗座代牧区，成立於1960年7月22日。2013年1月19日升為教區。